# دنباله‌دار بزرگ ۱۷۴۴

دنباله‌دار بزرگ ۱۷۴۴ با نام رسمی دنباله‌دار (C/1743 X1) (به انگلیسی: Great Comet of 1744)، که به نام‌های
دنباله‌دار شزو یا دنباله‌دار کلینکنبرگ-شزو نیز معروف است، دنباله‌داری است که در بین سال‌های ۱۷۴۳ و ۱۷۴۴ با چشم غیر مسلح قابل مشاهده بوده‌است. این دنباله‌دار در اواخر نوامبر ۱۷۴۳ به‌طور مستقل توسط اخترشناسان: یان د مونک، و سپس در هفتهٔ دوم دسامبر توسط دیرک کلینکنبرگ، و چهار روز بعد توسط ژان فیلیپ دو شزو کشف شد. سی/۱۷۴۳ ایکس۱ در ۱۷۴۴ برای چند ماه با چشم غیر مسلح قابل مشاهده بوده و جلوه‌های چشمگیر روشن و غیرمعمولی را در آسمان به نمایش گذاشته‌است. با قدر مطلق - یا روشنایی ذاتی - برابر ۰٫۵، در ششمین مرتبهٔ درخشانی در تاریخ ثبت‌شده بوده‌است. بزرگی ظاهری سی/۱۷۴۳ ایکس۱ می‌توانسته به ۷ برسد، که این باعث می‌شود در میان دنباله‌دارها در گروهی که «دنباله‌دارهای بزرگ» نامیده می‌شود طبقه‌بندی شود. این دنباله‌دار به ویژه برای ایجاد «فوران» شش دم پس از رسیدن به حضیض خود شناخته و متمایز شده‌است.

## کشف
دنباله‌دار سی/۱۷۴۳ ایکس۱ در ۲۹ نوامبر ۱۷۴۳ در شهر هلندی میدل‌بورخ توسط یان د مونک کشف شدو در ۹ دسامبر ۱۷۴۳ به‌طور مستقل توسط کلینکنبرگ در هارلم و توسط شزو در رصدخانه لوزان در ۱۳ دسامبر مشاهده شد. به گفتهٔ شزو آن جرم فاقد دم و شبیه یک ستارهٔ سحابی در مرتبه بزرگی سوم به‌نظر می‌رسیده‌است. او اندازهٔ پهنهٔ کما را پنج  دقیقه اندازه‌گیری کرد.
دنباله‌دار با نزدیک شدن به حضیض خود به‌طور پیوسته درخشان‌تر شد. گزارش شده که تا ۱۸ فوریهٔ ۱۷۴۴، به‌اندازه سیاره ناهید (با قدر ظاهری -۴٫۶) درخشان بوده و در آن زمان دمی دوگانه را نشان داده‌است.